# Бизоне
Бизоне (на старогръцки: Βιζώνην) e елинска колония на добруджанския черноморски бряг. Днес попада в очертанията на Каварна.
През 134 г.сл.н.е. за Бизоне съобщава Ариан в своето съчинение „Обиколката на Черно море“, като уточнява, че местността е безлюдна и отстои на шестдесет стадия от Тетрисиада, а от Дионисопол - на осемдесет.